# Фрумгарц, Михаил Иосифович
Фрумгарц Михаил Иосифович (10 февраля 1921, Запорожье — 5 августа 1998, Омск) — советский и российский фотохудожник, фотолетописец городского ландшафта и культурной жизни города.

## Биография
С юности увлекался изобразительным искусством и фотографией. В 1941 г. переехал в Омск с эвакуированным заводом им. П. И. Баранова. Работал чертежником, затем фотолаборантом. В 1946 — заводской фотограф. С 1948 г. фотокорреспондент газеты «Омская правда». В 1948—1949 гг. — фотокорреспондент ТАСС по Омской области (1948—1949). С 1956 по 1970 гг. — руководитель детского фотокружка во Дворце культуры завода им. П. И. Баранова. В 1966 г. перешел работать в институт «Гипронииавиапром». С 1968 г. работал в городском отделе по строительству и архитектуре. С 1972 г. — член Союза журналистов. В 1979—1981 гг. работал в Омских художественно-производственных мастерских Художественного фонда РСФСР. Долгое время мастерская располагалась в Доме художника.
Творческое направление: жанр, портрет, пейзаж. Особое место в творчестве занимали городской пейзаж старого Омска и быт Союза Художников г. Омска.
Участник международных (1991, 1992), всесоюзных (1967, 1976, 1977), областных (1959, 1962, 1968, 1970, 1972, 1975, 1981) выставок. Автор персональных выставок (1972, 1981, 1987, 1991, 1993, 1994); «С музеем связанные судьбы. М. И. Фрумгарц, В. А. Черненко» (ООМИИ им. М. А. Врубеля, 1991); 2002 (с сыном Марком Фрумгарцем); «Михаил Фрумгарц: город, люди, годы» (ГМИО 2006).
Снимки публиковались во многих всесоюзных журналах и газетах, вошли в многочисленные омские издания, сборники, альманахи, каталоги художественных выставок, проспекты.
Скоропостижно скончался 5 августа 1998 г. от ОНМК. Похоронен в Омске на Ново-еврейском кладбище.
Большая часть творческого наследия (более 10000 негативов) хранится в Городском музее «Искусство Омска».